# Ressonância balística
A ressonância balística é o processo de equilíbrio térmico que leva a vibrações mecânicas com uma amplitude que cresce com o tempo. Esse fenômeno físico é um efeito em que as oscilações mecânicas podem ser excitadas apenas devido aos recursos térmicos internos do sistema. Na ressonância balística, a amplitude de vibrações mecânicas pode crescer sem influência externa. Ressonância balística oferece uma oportunidade para resolver o paradoxo de 1953 de Fermi-Pasta-Ulam-Tsingou.

## Descoberta
Os cientistas da SPbPU descobriram e explicaram teoricamente esse efeito físico Eles explicaramo processo usando um exemplo simples: para balançar um balanço, você precisa continuar pressionando. Geralmente, acredita-se que é impossível obter ressonância oscilatória sem influência externa constante, mas eles demonstraram que o calor se espalha a velocidades anormalmente altas nos níveis nano e micro em materiais cristalinos ultrapuros. Nesses níveis, o calor não se espalha da maneira normalmente esperada: por exemplo, o calor pode fluir de frio para quente.